# Sega Mega Jet

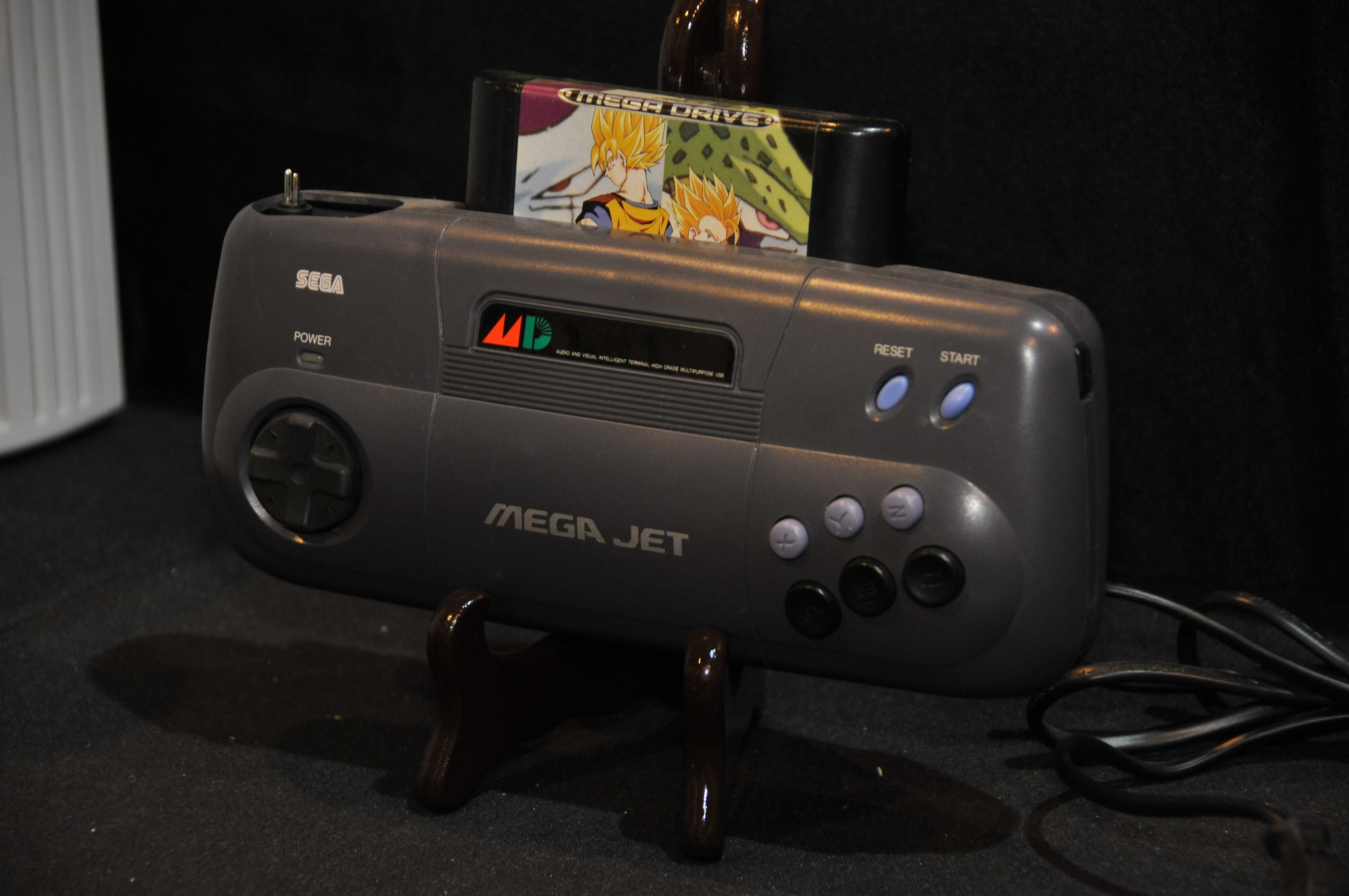
Sega Mega Jet.

Sega Mega Jet foi uma versão portátil do videogame Sega Mega Drive. Era utilizado sob aluguel a bordo de voos da Japan Airlines.
O aparelho não possuía sua própria tela, mas podia rodar os jogos de Mega Drive quando conectado a uma pequena tela no apoio de braço utilizado nos voos da JAL. A unidade possuía um direcional no lado esquerdo e seis botões no lado direito, seguindo a disposição do controle do console. Para jogos multi-jogadores havia ainda uma porta para um segundo gamepad no próprio Mega Jet.
Uma versão do Mega Jet para consumidores foi lançada pela Sega do Japão em 10 de março de 1994 pelo valor de ¥15,000. Era basicamente a mesma unidade utilizada nos voos da JAL, ainda sem uma tela e bateria dedicada, sem nenhuma melhoria de ergonomia ou recursos adicionais.
Nos voos, quatro jogos eram disponibilizados, incluindo Super Monaco GP e Sonic the Hedgehog. No entanto, como o aparelho era compatível com os cartuchos regulares para Mega Drive, os passageiros podiam levar seus próprios jogos. O Mega Jet era vendido no Japão como um Mega Drive portátil, e estava disponível em quantidades limitadas nas lojas de departamento.
O Mega Jet eventualmente serviu de base para o Sega Nomad, este sim um verdadeiro Sega 16bit portátil, com bateria e tela própria.